# ランダム
ランダム（英語: Random）とは、事象の発生に法則性（規則性）がなく、予測が不可能な状態である。ランダムネス（英語: randomness）、無作為性（むさくいせい）ともいう。
事象・記号などのランダムな列には秩序がなく、理解可能なパターンや組み合わせに従わない。個々のランダムな事象は定義上予測不可能であるが、多くの場合、何度も試行した場合の結果の頻度は予測可能である。例えば、2つのサイコロを投げるとき、1回ごとの出目は予測できないが、合計が7になる頻度は4になる頻度の2倍になる。この見方では、ランダム性とは結果の不確実性の尺度であり、確率・情報エントロピーの概念に適用される。
数学、確率、統計の分野では、ランダム性の正式な定義が使用される。統計では、事象空間の起こり得る結果に数値を割り当てたものを確率変数（random variable）という。この関連付けは、事象の確率の識別および計算を容易にする。確率変数の列をランダム系列(random sequence)という。ランダム過程（不規則過程、確率過程）は、結果が決定論的パターンに従わず、確率分布によって記述される進化に従う確率変数の列である。これらの構造と他の構造は、確率論や様々なランダム性の応用に非常に有用である。
ランダム性は、よく定義された統計的特性を示すために統計で最も頻繁に使用される。ランダムな入力（乱数発生器や擬似乱数発生器など）に依存するモンテカルロ法は、計算科学などの科学において重要な技術である。これに対し、準モンテカルロ法では乱数列ではなく一様分布列を使用している。
無作為抽出（random selection）は、ある項目を選択する確率が母集団内におけるその項目の割合と一致している集団から項目を選択する方法である。例えば、赤い石10個と青い石90個を入れた袋に入れた場合、この袋から何らかのランダム選択メカニズムによって石を1個選択した時にそれが赤い石である確率は1/10である。しかし、ランダム選択メカニズムによって実際に10個の石を選択したときに、それが赤1個・青9個であるとは限らない。母集団が識別可能な項目で構成されている状況では、ランダム選択メカニズムは、選択される項目に等しい確率を必要とする。つまり、選択プロセスが、母集団の各メンバー（例えば、研究対象）が選択される確率が同じである場合、選択プロセスはランダムであると言うことができる。

## 歴史

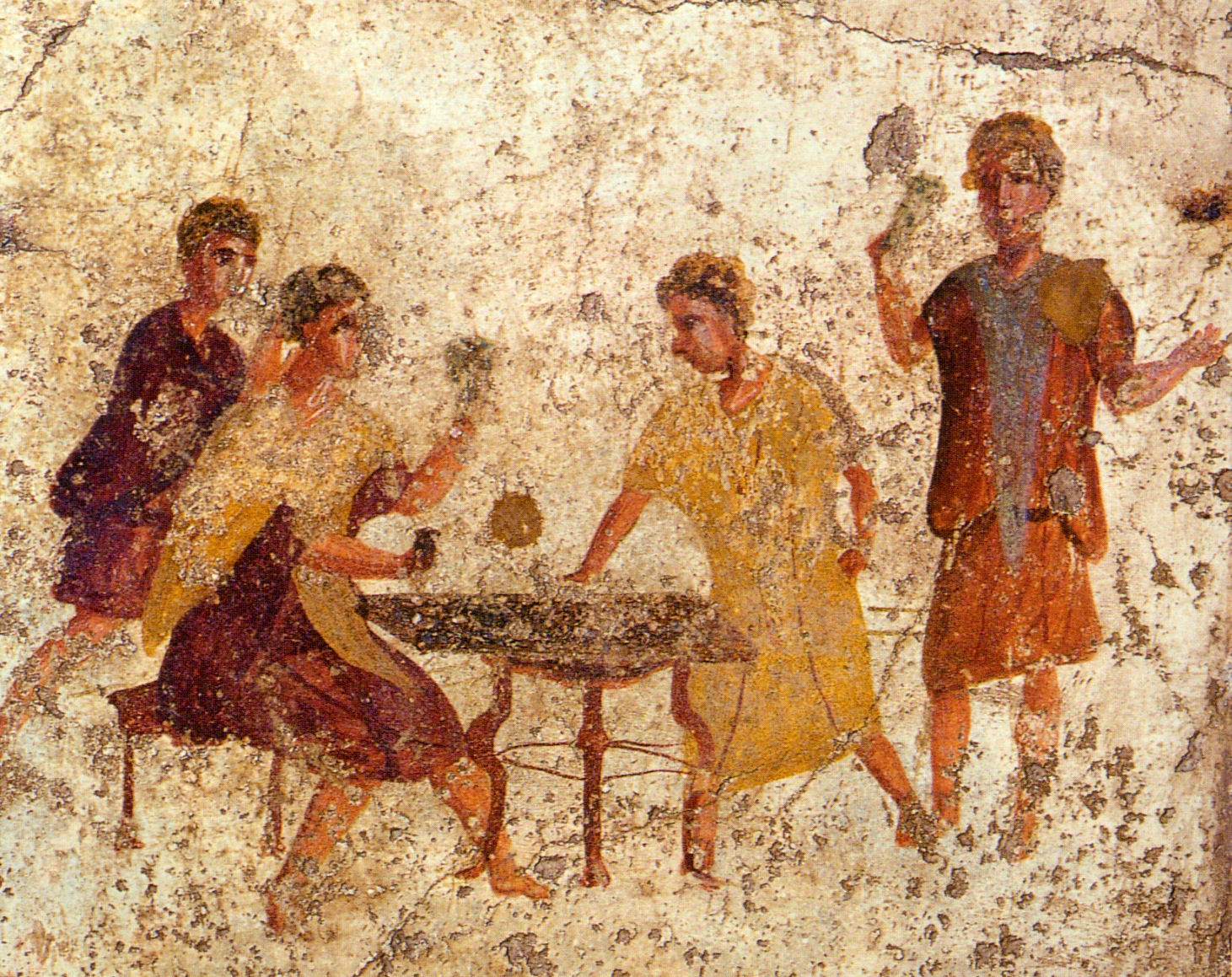
ポンペイでサイコロ遊びをする人を描いた古代のフレスコ画

古代の歴史において、偶然性とランダム性の概念は運命の概念と絡み合っていた。古代、多くの人々は運命を決定するためにサイコロを投げたが、これは後に偶然性を利用したゲームに発展した。古代のほとんどの文化では、ランダム性と運命を回避するために様々な方法の占いを行っていた。
3000年前の中国人は、おそらく、確率や偶然性を形式化した最も初期の人々だった。ギリシャの哲学者は、長さのランダム性について議論したが、非定量的な形でしかできなかった。16世紀になってイタリアの数学者たちは、様々な偶然性を利用したゲームに関連する確率を公式化し始めた。微積分の発明は、ランダム性の形式化の研究に良い影響を与えた。ジョン・ベンは著書 "The Logic of Chance" の1888年版で、乱数の概念についての章を書いた。その章には、2次元のランダムウォークを構築するのに円周率の数字のランダム性を使うことも含まれていた。
20世紀初頭、確率の数学的基盤への様々なアプローチが導入されたことにより、ランダム性の形式的分析が急速に拡大した。20世紀半ばから後半にかけて、アルゴリズム情報理論のアイデアは、アルゴリズム的ランダム性という概念を介して、この分野に新しい次元をもたらした。
何世紀にもわたって、ランダム性は邪魔なもの・有害なものと見なされてきたが、20世紀にコンピュータ科学者は、ランダム性を意図的に計算に導入することが、より良いアルゴリズムを設計するための効果的なツールになることを認識し始めた。このようなランダム化されたアルゴリズムは、最良の決定論的手法よりも優れている場合もある。

## 科学
多くの科学の分野がランダム性に関係している。
- アルゴリズム的確率
- カオス理論
- 暗号理論
- ゲーム理論
- 情報理論
- パターン認識
- 確率論
- 量子力学
- 統計力学
- 統計学

### 物理学
19世紀、科学者は、熱力学の現象や気体の性質を説明するための統計力学の発展に、分子のランダムな動きの概念を用いた。
量子力学のいくつかの標準解釈によれば、微視的現象は客観的にランダムである。つまり、実験において、因果関係のある全てのパラメータを制御したとしても、結果のいくつかの側面は依然としてランダムに変化する。例えば、制御された環境に単一の不安定な原子が置かれている場合、原子が減衰するのにどれくらいの時間がかかるかを予測することはできない。従って、量子力学では個々の実験の結果を特定するのではなく、確率のみを指定する。隠れた変数理論は、性質が既約のランダム性を含んでいるという見解を拒絶する。この理論では、無作為に見える過程において、ある統計的分布を有する特性が裏で働いて、それぞれの場合に結果を決定すると仮定する。
物性物理学では、“ランダムな系”と言うと、“乱れた系”という意味合いがある。ランダムな系としては、長距離秩序のないガラスやアモルファスがある（短距離秩序はあるので、その意味では完全なランダムではない）。

### 生物学
現代進化論では、観察される生物の多様性は、ランダムな突然変異とそれに続く自然選択に帰する。後者は、突然変異した遺伝子がそれを有する個体に与える生存と再生のための系統的に改善された機会のために、遺伝子プールにいくつかのランダムな変異を保持する。
何人か著者はまた、進化と発達には特定の形のランダム性、すなわち質的に新しい行動の出現を必要とすると主張する。いくつかの予め与えられたものからの可能性の選択の代わりに、このランダム性は新しい可能性の形成に対応する。
生物の特性は、決定論的に（例えば、遺伝子および環境の影響下で）、そしてある程度ランダムに生じる。例えば、人の皮膚に現れるそばかすの密度は、遺伝子や光の暴露によって決まるが、個々のそばかすの正確な位置はランダムに見える。
行動に関しては、動物が他者に予測不可能なやり方で行動するために、ランダム性が重要となる。例えば、飛行中の昆虫は方向がランダムに変化する傾向があり、捕食者が軌道を予測するのを困難にする。

### 数学
確率の数学的理論は、偶然性のある事象の数学的記述を形式化するために生まれた。元々はギャンブルのためであったが、後に物理学と関連づけられた。統計は、経験的な観測の集合の基礎となる確率分布を推測するために使用される。シミュレーションの目的のためには、必要に応じて乱数やそれを生成する手段が必要となる。
アルゴリズム情報理論は、他のトピックの中で、何がランダム系列を構成するかを研究する。基本的な考え方は、あるビット列が、そのビット列を生成できるコンピュータプログラムよりも短い時かつその時に限り、そのビット列がランダムであるということである（コルモゴロフランダム性）。これは、ランダムなビット列は圧縮することができないということを意味する。この分野のパイオニアとしては、アンドレイ・コルモゴロフとその学生であるペール・マルティン＝レーフ、レイ・ソロモノフ、グレゴリー・チャイティンらがいる。無限列の概念については、通常、マルティン＝レーフの定義を使用する。つまり、無限列は、それが全ての再帰的に列挙可能なヌル集合に耐える時かつその時に限り、ランダムである。ランダム系列の他の概念には、再帰的ランダム性およびシュノアランダム性がある（ただしこれに限定されない）。これらは、再帰的に計算可能なマルチンゲールに基づく。これらのランダム性の概念は一般に異なっていることが宋詠璿によって示された。
ランダム性は、log(2)や円周率（π）などの数値で発生する。πの小数部は無限の数列を構成し、循環的に繰り返されることはない。πなどの数字は正規数であると考えられている。これは、数字が統計的意味でランダムであることを意味する。

πは確かにこのように振る舞うようである。πの小数点以下の最初の60億桁では、0から9までの数字がそれぞれ約6億回現れる。しかし、このような結果はおそらく偶発的なものであっても、基数10であっても、他の数の基底での正規性がはるかに低いことを証明していない。

### 統計学
統計学では、無秩序標本を作成するために一般にランダム性が使用される。これにより、完全にランダムなグループのアンケートで現実的なデータを提供することができる。これを行う一般的な方法には、くじを引く、乱数表を使用するなどがある。乱数表は、乱数の大きな表である。

### 情報科学
情報科学では、無関係な、または無意味なデータはノイズとみなされる。ノイズは、統計的にランダム化された時間分布を伴う多数の一時的な外乱から構成される。
通信理論では、信号のランダム性は「ノイズ」と呼ばれ、信号源に起因する変動の成分である「信号」に相対している。

### 経済学
ランダムウォーク仮説では、組織された市場における資産価格は、変化の期待値はゼロであるが実際の価値は正または負となる可能性があるという意味で、ランダムに変動すると考える。より一般的には、資産価格は、一般的な経済環境における様々な予期せぬ出来事の影響を受ける。

## 日本産業規格
日本産業規格では、「集会の要素をランダムな順序に並べる過程。母集団が1からnの自然数から成るとき，n!通りの順序が等しい確率で選ばれるとき，その選ばれた順序はランダムな順序とよばれる。」とランダム化を定義している。

## 政治
選挙の投票結果が引き分けになった場合に、当選者を決定するための公平な方法として、くじ引きなどのランダム選択が行われることがある。
政治でのランダム性の使用は非常に古い。古代のアテネでは、公職者は希望する市民の中からくじ引きで選出されたため、投票は行われなかった。
日本では室町幕府6代将軍・足利義教がくじ引きによって選出された例として知られる。

## ランダム性と宗教
過去と未来の全ての出来事を知っている全能の神によって宇宙が創造されたというような、いくつかの宗教における決定論的な考え方と、ランダム性は矛盾するとみなすことができる。宇宙が目的を持っているとするなら、偶然性は不可能であるとみなすことができる。これは、無作為な突然変異の結果であるという、進化に対する宗教的反対の根拠の一つである。
ヒンズー教と仏教の哲学は、業や因果という概念に反映されているように、いかなる出来事もそれ以前の出来事の結果であるとしており、偶然性のある出来事や、最初の出来事というものは存在しない。
いくつかの宗教では、乱数器として認識される手続きが占いに使用される。おみくじは、神の意思を知る手段としてくじを引くものである。

## 応用
数学的、政治的、社会的、宗教的な用途の大部分で、ランダム性はその本来の公正さとバイアスの排除のために使用される。
政治
アテナイの民主主義はイソノミア（政治的権利の平等）の概念に基づいており、アテナイを運営していた支配委員会の地位が公平に配分されることを確実にするために、複雑な配当機を使用した。くじ引きによる公職者の決定は、現在、アングロサクソンの法律制度における陪審員の選定や、徴兵者の選定など、ランダム化によって「公平性」を近似している状況に限定されている。
ゲーム
乱数は、ギャンブルのために最初に研究され、サイコロ、トランプ、ルーレットなどの多くのランダム化デバイスがギャンブルで使用するために開発された。乱数を公平に生成する能力は、電子ギャンブルにとって不可欠であり、それを作成するために使用される方法は、通常、政府のゲーム規制委員会によって規制されている。宝くじの当選者の決定には、ランダムなくじ引きが使用される。
スポーツ
アメリカンフットボールなどのいくつかのスポーツでは、コイントスを使用してゲームの開始条件を選択したり、プレーオフでシード権を獲得するチームをランダムに選択したりする。NBAでは、NBAドラフトでの指名順位の上位をプレーオフに進出できなかったチームによる抽選で決定する。
数学
乱数は、世論調査のためのサンプリングや、品質管理システムでの統計的サンプリングなどでも使用される。モンテカルロ法や遺伝的アルゴリズムのように、いくつかの種類の問題の計算ソリューションは乱数を広範囲に使用する。
医学
臨床試験において、偏りを減らすためにランダムな割り振りが使用される（ランダム化比較試験）。
宗教
ランダムであることを意図したものではないが、おみくじのような様々な形の占いは、ランダムな事象が神の意志によるものとして行われるものである。

## 生成

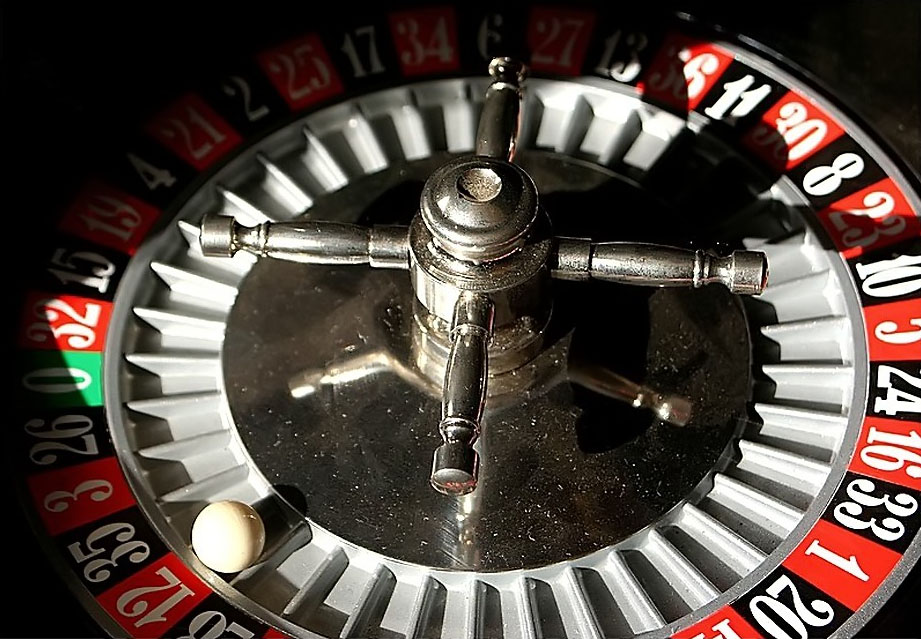
ルーレットのボールは、その動作が初期条件に対して非常に敏感であるため、見かけのランダム性の源として使用できる。

システム内で（明らかに）ランダムな挙動の原因となる以下の3つのメカニズムが存在することが、一般に認められている。
1. 環境によるランダム性（ブラウン運動、ハードウェア乱数生成器など）
2. 初期状態によるランダム性。この側面はカオス理論によって研究され、初期状態のわずかな変化に対して非常に敏感なシステム（パチンコやサイコロなど）で観察される。
3. システムによって内因的に生成されるランダム性。これは疑似乱数とも呼ばれ、疑似乱数ジェネレータで使用される。算術またはセルオートマトンに基づいた、擬似乱数の生成アルゴリズムは数多くある。システムの動作は、乱数シードの状態と使用されているアルゴリズムを知ることで判断できる。これらの方法は、環境から「真の」ランダム性を取得するよりも迅速である。

計算機による乱数発生器が出現する以前、（統計上重要な）十分な乱数を大量に生成するには、多くの作業が必要だった。結果は時々収集され、乱数表として配布された。

## 計量と検定
二値数列のランダム性には多くの実用的な尺度がある。その中には、頻度、離散変換、複雑性に基づく、またはこれらを併用した尺度があり、Kak、Phillips、Yuen、Hopkins、Beth & Dai、Mund、Marsaglia & Zamanのテストなどがある。
量子非局所性（Quantum Non-Locality）)は、指定された数列の真のランダム性の存在を証明するために使用されている。